# Bandera de Guinea
La bandera nacional de Guinea fue adoptada el 10 de noviembre de 1958. Está compuesta por tres franjas verticales del mismo tamaño de color rojo (la más cercana al mástil), amarillo (la central) y verde.
Son los mismos colores que figuran en las banderas de Etiopía y de Ghana, los cuales son también los del movimiento panafricano.
El rojo fue adoptado en homenaje de quienes murieron en la lucha contra el colonialismo. Es el color vinculado con los trabajadores de la industria y del campo, razón por la que también se asocia con el término “Trabajo” del lema nacional.
El amarillo es el símbolo del oro guineano y el sol africano. El sol es fuente de energía que entrega su luz con igualdad a todos los hombres. De esta forma el amarillo es el color que se relaciona con el término “Justicia” del lema.
El verde representa los bosques y la agricultura del país. Es el color que simboliza la última palabra del lema: “Solidaridad”

## Banderas históricas

Bandera del Imamato de Futa Yallon (antes de 1896)
Bandera del Imamato de Futa Yallon (1896-1912)
Bandera del Imperio de Wassoulou (1878-1898)
Bandera de Guinea Francesa (1912–1958)
Estandarte Presidencial de Guinea (1958-1984)
Estandarte Presidencial de Guinea (1984-1993)

## Banderas Gubernamentales

Estandarte Presidencial de Guinea

## Banderas similares

Bandera de Mali